# Washburn Observatory
Das Washburn Observatory (deutsch Washburn Observatorium) (IAU-Code 753) ist ein astronomisches Observatorium, welches sich am 1401 Observatory Drive auf dem Gelände der University of Wisconsin in Madison, Wisconsin, USA befindet.
Es wurde 1881 fertiggestellt und war etwa 50 Jahre lang eine bedeutende Forschungseinrichtung. Heute beherbergt es das UW-Madison College of Letters und Science Honors Program, während das Teleskop weiterhin verwendet wird, von Studenten in Astronomie-Einführungskursen und der Öffentlichkeit an Tagen der offenen Tür und bei Besichtigungen.

## Geschichte
Das Observatorium ist nach dem ehemaligen Gouverneur von Wisconsin, Cadwallader C. Washburn, benannt. 1876 verabschiedete die Wisconsin State Legislature ein „Gesetz zur dauerhaften Beseitigung von Mängeln bei den Einnahmen aus dem Universitätsfonds“, zu dem Washburn eine Bestimmung hinzufügte, die über einen Zeitraum von drei Jahren einen Betrag von 3000 USD pro Jahr für die Einrichtung eines Astronomieunterrichts und eines entsprechenden Observatoriums vorsah. Dieses Geld sollte nicht aus staatlichen Mitteln stammen, sondern mit Grundsteuer aufgebracht werden.

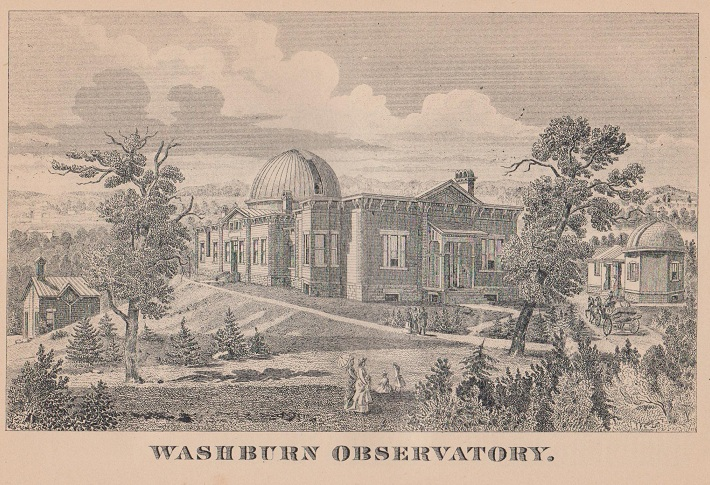
Washburn Observatory in 1885 Wisconsin Blue Book

Am 18. September 1877 kündigte der Präsident der Universität John Bascom an, dass Washburn sein Observatorium mit einem Teleskop ausstatten würde, das größer sein sollte als der 15-Zoll-Refraktor in Harvard. Washburn wählte zusammen mit dem Board of Regents den Standort des Observatoriums außerhalb der Stadt Madison. Wobei die Universität als Verteiler fungierte. Das Gelände befand sich etwa 100 Fuß über dem Lake Mendota nördlich des Universitätsgelände und war zu dieser Zeit von einem Weinberg und einem Obstgarten umgeben. Der Bau des Observatoriums wurde im Mai 1878 begonnen, und Alvan Clark erhielt den Auftrag, das Teleskop zu bauen. Es wurde beschlossen, dass das Teleskop einen Durchmesser von 15,6 Zoll haben würde, was es zum drittgrößten in den Vereinigten Staaten machen würde. James Craig Watson wurde zum ersten Direktor des Observatoriums ernannt. Er beaufsichtigte die Fertigstellung des ursprünglichen Gebäudes und finanzierte auch ein Studentenobservatorium sowie ein Solarobservatorium. Er starb plötzlich im Jahr 1880 und sah das fertiggestellte Observatorium nie. Die Instrumente im Sonnenobservatorium, mit denen der hypothetische Planet Vulkan lokalisiert werden sollte, wurden 1882 entfernt.
Das Observatorium wurde intensiv genutzt, bis das neue Pine Bluff Observatorium 1958 eingeweiht wurde. Heute beherbergt das Washburn Observatory das Honors Program des University of Wisconsin-Madison College of Letters & Science. Das von der UW-Abteilung für Astronomie verwaltete Teleskop wird weiterhin für öffentliche Besichtigungen und Bildungsveranstaltungen verwendet.

## Bilder

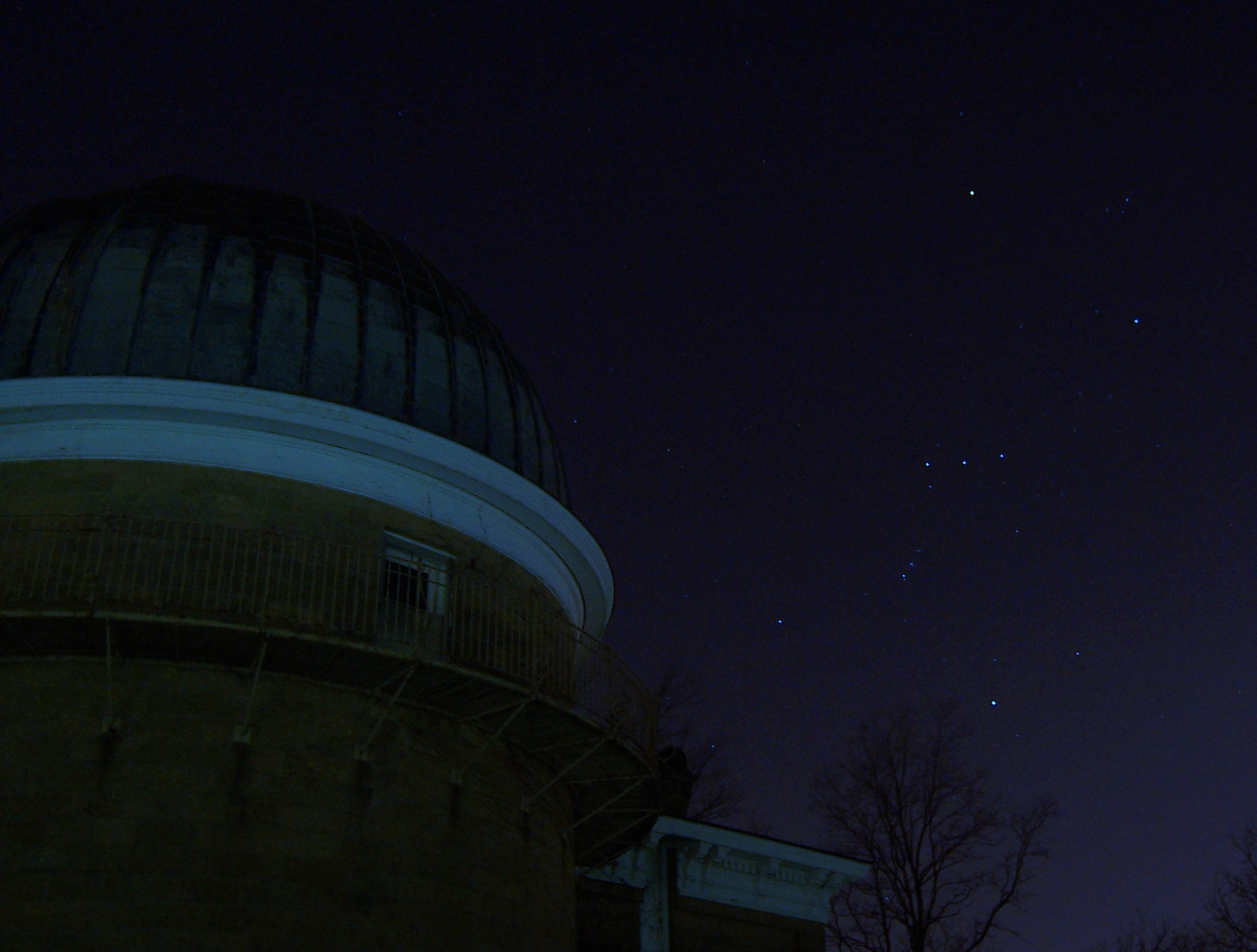
Observatoriumskuppel mit dem Sternbild Orion im Hintergrund.
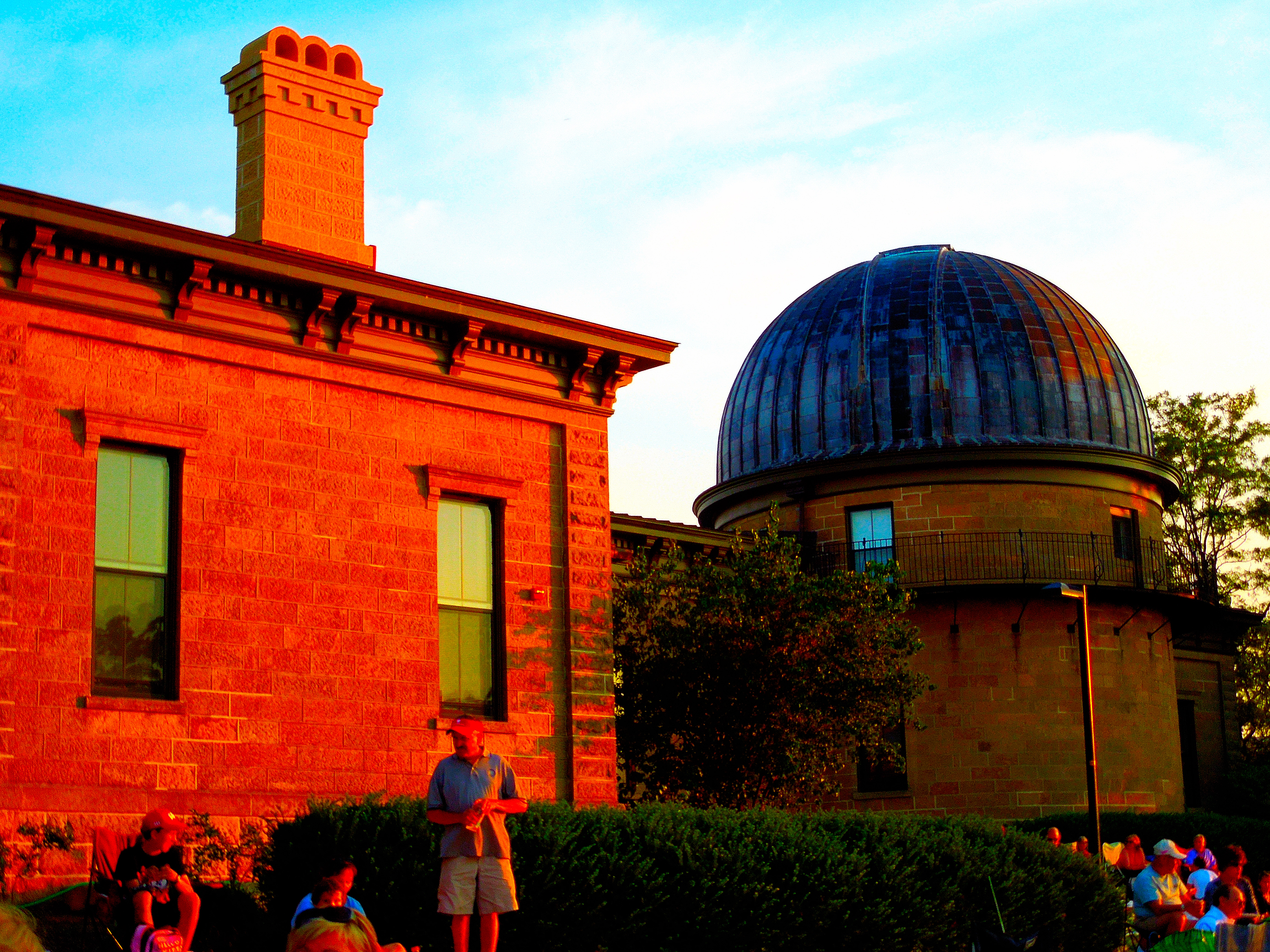
Observatorium am Abend